# Championnat américain de course automobile 1940
Navigation
1939 1941
Le Championnat américain de course automobile 1940 est la 23e édition du championnat de monoplace nord-américain et s'est déroulé du 30 mai au 2 septembre sur 3 épreuves. Ce championnat est organisé par l'Association américaine des automobilistes (AAA).

## Calendrier
| no | Date        | Course                   | Circuit                     | Lieu                  | Type  | Pole Position | Vainqueur   |
| -- | ----------- | ------------------------ | --------------------------- | --------------------- | ----- | ------------- | ----------- |
| 1  | 30 mai      | 500 miles d'Indianapolis | Indianapolis Motor Speedway | Speedway, Indiana     | Paved | Rex Mays      | Wilbur Shaw |
| 2  | 24 août     | Springfield 100          | Illinois State Fairgrounds  | Springfield, Illinois | Dirt  | Rex Mays      | Rex Mays    |
| 3  | 2 septembre | Syracuse 100             | New York State Fairgrounds  | Syracuse, New York    | Dirt  | Rex Mays      | Rex Mays    |

## Classement
| Pos.     | Pilote      | Voiture               | Points |
| -------- | ----------- | --------------------- | ------ |
| Champion | Rex Mays    | Stevens-Winfield      | 1 225  |
| 2e       | Wilbur Shaw | Maserati              | 1 000  |
| 3e       | Mauri Rose  | Wetteroth-Offenhauser | 675    |
| 4e       | Ted Horn    | Miller                | 625    |
| 5e       | Joel Thorne | Adams-Spark           | 450    |

## Courses organisées par l'AAA ne comptant pas pour le championnat
| Date    | Course        | Circuit            | Lieu                    | Type | Pole Position | Vainqueur  |
| ------- | ------------- | ------------------ | ----------------------- | ---- | ------------- | ---------- |
| 16 juin | Langhorne 100 | Langhorne Speedway | Langhorne, Pennsylvanie | Dirt | Tony Willman  | Duke Nalon |